# Premi Emmy 2024
La cerimonia della 76ª edizione dei Primetime Emmy Awards (76th Primetime Emmy Awards) si è tenuta il 15 settembre 2024.
Le candidature sono state annunciate il 17 luglio 2024 da Tony Hale, Sheryl Lee Ralph e Cris Abrego.

## Primetime Emmy Awards

### Programmi televisivi

#### Miglior serie commedia
- Hacks, distribuita da Max
- The Bear, distribuita da FX
- Abbott Elementary, distribuita da ABC
- Curb Your Enthusiasm, distribuita da HBO
- Only Murders in the Building, distribuita da Hulu
- Palm Royale, distribuita da Apple TV+
- Reservation Dogs, distribuita da FX
- What We Do in the Shadows, distribuita da FX

#### Miglior serie drammatica
- Shōgun, distribuita da FX
- The Crown, distribuita da Netflix
- Fallout, distribuita da Prime Video
- The Gilded Age, distribuita da HBO
- The Morning Show, distribuita da Apple TV+
- Mr. & Mrs. Smith, distribuita da Prime Video
- Slow Horses, distribuita da Apple TV+
- Il problema dei 3 corpi (3 Body Problem), distribuita da Netflix

#### Miglior miniserie
- Baby Reindeer, distribuita da Netflix
- Fargo, distribuita da FX
- Lezioni di chimica (Lessons in Chemistry), distribuita da Apple TV+
- Ripley, distribuita da Netflix
- True Detective: Night Country, distribuita da HBO

#### Miglior reality competitivo
- The Traitors (Peacock)
- The Amazing Race (CBS)
- RuPaul's Drag Race (MTV)
- Top Chef (Bravo)
- The Voice (NBC)

#### Miglior varietà talk show
- The Daily Show (Comedy Central)
- Jimmy Kimmel Live! (ABC)
- Late Night with Seth Meyers (NBC)
- The Late Show with Stephen Colbert (CBS)

#### Miglior varietà sketch show
- Last Week Tonight with John Oliver (HBO)
- Saturday Night Live (NBC)

#### Miglior speciale di varietà (Live)
- The Apple Music Super Bowl LVIII Halftime Show Starring Usher (CBS)
- Grammy Awards 2024 (CBS)
- The Greatest Roast of All Time: Tom Brady (Netflix)
- Premi Oscar 2024 (ABC)
- Tony Awards 2024 (CBS)

### Interpretazioni

#### Miglior attore protagonista in una serie commedia
- Jeremy Allen White per The Bear (FX)
- Matt Berry per What We Do in the Shadows (FX)
- Larry David per Curb Your Enthusiasm (HBO)
- Steve Martin per Only Murders in the Building (Hulu)
- Martin Short per Only Murders in the Building (Hulu)
- D'Pharaoh Woon-A-Tai per Reservation Dogs (FX)

#### Miglior attrice protagonista in una serie commedia
- Jean Smart per Hacks (Max)
- Quinta Brunson per Abbott Elementary (ABC)
- Ayo Edebiri per The Bear (FX)
- Selena Gomez per Only Murders in the Building (Hulu)
- Maya Rudolph per Loot (Apple TV+)
- Kristen Wiig per Palm Royale (Apple TV+)

#### Miglior attore protagonista in una serie drammatica
- Hiroyuki Sanada per Shōgun (FX)
- Idris Elba per Hijack (Apple TV+)
- Donald Glover per Mr. & Mrs. Smith (Prime Video)
- Walton Goggins per Fallout (Prime Video)
- Gary Oldman per Slow Horses (Apple TV+)
- Dominic West per The Crown (Netflix)

#### Miglior attrice protagonista in una serie drammatica
- Anna Sawai per Shōgun (FX)
- Jennifer Aniston per The Morning Show (Apple TV+)
- Carrie Coon per The Gilded Age (HBO)
- Maya Erskine per Mr. & Mrs. Smith (Prime Video)
- Imelda Staunton per The Crown (Netflix)
- Reese Witherspoon per The Morning Show (Apple TV+)

#### Miglior attore protagonista in una miniserie o in un film
- Richard Gadd per Baby Reindeer (Netflix)
- Matt Bomer per Compagni di viaggio (Showtime)
- Jon Hamm per Fargo (FX)
- Tom Hollander per Feud: Capote vs. The Swans (FX)
- Andrew Scott per Ripley (Netflix)

#### Miglior attrice protagonista in una miniserie o in un film
- Jodie Foster per True Detective: Night Country (HBO)
- Brie Larson per Lezioni di chimica (Apple TV+)
- Juno Temple per Fargo (FX)
- Sofía Vergara per Griselda (Netflix)
- Naomi Watts per Feud: Capote vs. The Swans (FX)

#### Miglior attore non protagonista in una serie commedia
- Ebon Moss-Bachrach per The Bear (FX)
- Lionel Boyce per The Bear (FX)
- Paul W. Downs per Hacks (Max)
- Paul Rudd per Only Murders in the Building (Hulu)
- Tyler James Williams per Abbott Elementary (ABC)
- Bowen Yang per Saturday Night Live (NBC)

#### Miglior attrice non protagonista in una serie commedia
- Liza Colón-Zayas per The Bear (FX)
- Carol Burnett per Palm Royale (Apple TV+)
- Hannah Einbinder per Hacks (Max)
- Janelle James per Abbott Elementary (ABC)
- Sheryl Lee Ralph per Abbott Elementary (ABC)
- Meryl Streep per Only Murders in the Building (Hulu)

#### Miglior attore non protagonista in una serie drammatica
- Billy Crudup per The Morning Show (Apple TV+)
- Tadanobu Asano per Shōgun (FX)
- Mark Duplass per The Morning Show (Apple TV+)
- Jon Hamm per The Morning Show (Apple TV+)
- Takehiro Hira per Shōgun (FX)
- Jack Lowden per Slow Horses (Apple TV+)
- Jonathan Pryce per The Crown (Netflix)

#### Miglior attrice non protagonista in una serie drammatica
- Elizabeth Debicki per The Crown (Netflix)
- Christine Baranski per The Gilded Age (HBO)
- Nicole Beharie per The Morning Show (Apple TV+)
- Greta Lee per The Morning Show (Apple TV+)
- Lesley Manville per The Crown (Netflix)
- Karen Pittman per The Morning Show (Apple TV+)
- Holland Taylor per The Morning Show (Apple TV+)

#### Miglior attore non protagonista in una miniserie o in un film
- Lamorne Morris per Fargo (FX)
- Jonathan Bailey per Compagni di viaggio (Showtime)
- Robert Downey Jr. per Il simpatizzante (HBO)
- Tom Goodman-Hill per Baby Reindeer (Netflix)
- John Hawkes per True Detective: Night Country (HBO)
- Lewis Pullman per Lezioni di chimica (Apple TV+)
- Treat Williams per Feud: Capote vs. The Swans (FX) (postumo)

#### Miglior attrice non protagonista in una miniserie o in un film
- Jessica Gunning per Baby Reindeer (Netflix)
- Dakota Fanning per Ripley (Netflix)
- Lily Gladstone per Under the Bridge (Hulu)
- Aja Naomi King per Lezioni di chimica (Apple TV+)
- Diane Lane per Feud: Capote vs. The Swans (FX)
- Nava Mau per Baby Reindeer (Netflix)
- Kali Reis per True Detective: Night Country (HBO)

### Regia

#### Miglior regia in una serie commedia
- Christopher Storer per l'episodio "Fishes" di The Bear (FX)
- Randall Einhorn per l'episodio "Party" di Abbott Elementary (ABC)
- Ramy Youssef per l'episodio "Honeydew" di The Bear (FX)
- Guy Ritchie per l'episodio "Refined Aggression" di The Gentlemen (Netflix)
- Lucia Aniello per l'episodio "Bulletproof" di Hacks (Max)
- Mary Lou Belli per l'episodio "I'm the Pappy" di The Ms. Pat Show (BET+)

#### Miglior regia in una serie drammatica
- Frederick E. O. Toye per l'episodio "Crimson Sky" di Shōgun (FX)
- Stephen Daldry per l'episodio "Sleep, Dearie Sleep" di The Crown (Netflix)
- Mimi Leder per l'episodio "The Overview Effect" di The Morning Show (Apple TV+)
- Hiro Murai per l'episodio "First Date" di Mr. & Mrs. Smith (Prime Video)
- Saul Metzstein per l'episodio "Strange Games" di Slow Horses (Apple TV+)
- Salli Richardson per l'episodio "Beat L.A." di Winning Time - L'ascesa della dinastia dei Lakers (HBO)

#### Miglior regia in una miniserie o film
- Steven Zaillian per Ripley (Netflix)
- Weronika Tofilska per l'episodio "Episodio 4" di Baby Reindeer (Netflix)
- Noah Hawley per l'episodio "The Tragedy of the Commons" di Fargo (FX)
- Gus Van Sant per l'episodio "Pilot" di Feud: Capote vs. The Swans (FX)
- Millicent Shelton per l'episodio "Poirot" di Lezioni di chimica (Apple TV+)
- Issa López per True Detective: Night Country (HBO)

### Scrittura

#### Miglior sceneggiatura per una serie commedia
- Lucia Aniello, Paul W. Downs e Jen Statsky per l'episodio "Bullettproof" di Hacks (Max)
- Quinta Brunson per l'episodio "Career Day" di Abbott Elementary (ABC)
- Christopher Storer e Joanna Calo per l'episodio "Fishes" di The Bear (FX)
- Meredith Scardino e Sam Means per l'episodio "Orlando" di Girls5eva (Netflix)
- Chris Kelly e Sarah Schneider per l'episodio "Brooke Hosts a Night of Undeniable Good" di The Other Two (Max)
- Jack Bender e Zach Dunn per l'episodio "Pride Parade" di What We Do in the Shadows (FX)

#### Miglior sceneggiatura per una serie drammatica
- Will Smith per l'episodio "Negotiating with Tigers" di Slow Horses (Apple TV+)
- Peter Morgan e Meriel Sheibani-Clare per l'episodio "Ritz" di The Crown (Netflix)
- Geneva Robertson-Dworet e Graham Wagner per l'episodio "The End" di Fallout (Prime Video)
- Francesca Sloane e Donald Glover per l'episodio "First Date" di Mr. & Mrs. Smith (Prime Video)
- Rachel Kondo e Justin Marks per l'episodio "Anjin" di Shōgun (FX)
- Rachel Kondo e Caillin Puente per l'episodio "Crimson Sky" di Shōgun (FX)

#### Miglior sceneggiatura per una miniserie o film
- Richard Gadd per Baby Reindeer (Netflix)
- Charlie Brooker per l'episodio "Joan Is Awful" di Black Mirror (Netflix)
- Noah Hawley per l'episodio "The Tragedy of the Commons" di Fargo (FX)
- Ron Nyswaner per l'episodio "You're Wonderful" di Compagni di viaggio (Showtime)
- Steven Zaillian per Ripley (Netflix)
- Issa López per l'episodio "Parte 6" di True Detective: Night Country (HBO)

#### Miglior scrittura per una serie varietà
- Last Week Tonight with John Oliver (HBO)
- The Daily Show (Comedy Central)
- Saturday Night Live (NBC)